# Nils Oker-Blom
Nils Christian Edgar Oker-Blom, född 5 augusti 1919 i Helsingfors, död där 16 januari 1995, var en finländsk professor och rektor samt därefter kansler för Helsingfors universitet.

## Läkare, professor och arkiater
Bland annat genom sitt arbete med viruset som förorsakar hjärnhinneinflammation etablerade Nils Oker-Blom ett helt nytt forskningsområde i Finland. Oker-Bloms forskning bidrog till att en professur i virologi grundades, vars första innehavare han blev trots unga år. Nils Oker-Blom var en inspirerande lärare och han fick ett stort förtroende inom läkarkåren, för vilket bland annat hans utnämning till arkiater år 1992 bevisar. Oker-Blom var rektor och därefter kansler för Helsingfors universitet.
Liksom sina förfäder Christian och Max Oker-Blom ägnade Nils Oker-Blom första hälften av sitt yrkesverksamma liv åt en specifik yrkesutövning – militärtjänst, läkarpraktik och i Nils Oker-Bloms fall akademisk forskning. Gemensamt för dem var också att de så småningom övergick till organisatoriska uppgifter på ett bredare och allmännare samhälleligt plan. För Nils Oker-Bloms del övergick han från egen akademisk forskning och undervisning till att sköta allmänna administrativa och organisatoriska frågor inom universitetsvärlden.

## Studier och forskning
År 1947 blev Oker-Blom medicine licentiat och valde att rikta in sig på virusforskning. Vid Helsingfors universitet hade man ingen professur i virologi, men på en kongress i Köpenhamn träffade han nämnda år professor Sven Gardh, som var verksam vid Karolinska institutet i Stockholm och som sedan blev Nils Oker-Bloms lärare. Han fördjupade sig också i ämnet under ett år vid Yale University i Förenta staterna. Tio år senare inrättades en lärostol i virologi vid Helsingfors universitet och Nils Oker-Blom blev dess första innehavare.
Nils Oker-Blom och Olli Renkonen utvecklade två av Finlands främsta forskningsinstitutioner, den serobakteriologiska och den virologiska. Den finländska virusforskningen har bland annat lyckats kartlägga flera sjukdomar kopplade till de i Finland förekommande arbovirusen. Nils Oker-Blom intresserade sig personligen för virussjukdomar som sprids av ledfotingar, vilket bland annat förde honom till Åland för att undersöka Kumlingesjukan. Han och hans medarbetare lyckades isolera det virus som orsakade denna form av hjärnhinne- och hjärninflammation i den åländska och åboländska skärgården. Hans resultat i försöken att isolera arbovirus som förorsakar hjärnhinneinflammation gav honom internationellt rykte i vetenskapliga kretsar. År 1961 tilldelade den amerikanska Rockefeller-stiftelsen Nils Oker-Blom 63 000 dollar (motsvarande över 20 miljoner mark) för att understöda hans virusforskning.
I och med att Nils Oker-Blom vände sig till utländsk expertis i början av sin inriktning på virologi lade han samtidigt grunden till de i akademiska kretsar så viktiga internationella kontaktnäten. Också i fortsättningen vinnlade han sig om att upprätthålla kontakterna inom virologi och andra besläktade forskningsområden. Förutom att han var medlem i ett antal medicinska samfund verkade han också som sekreterare, vice ordförande och ordförande i olika nationella och internationella organisationer. Han var bland annat ordförande för nordiska samarbetskommittén inom medicinsk forskning och International Union of Biological Sciences. För Nils Oker-Blom, som var kongressens president, och för hela Finland blev den första världskongressen i virologi i Helsingfors år 1968 en höjdpunkt.

## Administrativa uppdrag
Nils Oker-Bloms ordförande-, organisations- och nätverkstalanger ledde honom inom Helsingfors universitet först till posten som dekanus för medicinska fakulteten. Under fem års tid var han förste prorektor innan han valdes till rektor (1978-1983) och 1983 till kansler för Helsingfors universitet. Under sina ämbetsperioder inom universitetsadministrationen lyckades Oker-Blom också återupprätta relationerna och samarbetet mellan studenterna och universitetet efter 1960- och 70-talets studentrevolter. Som rektor återinförde han traditionen med en mottagning för nya studerande, som hade upphört under det tidiga 1970-talet. Han tog också initiativet till informella möten mellan studentnationerna och universitetets ledning. Oker-Blom lyckades vinna studenternas förtroende och stöd som rektor och sedermera kansler. Med studenter hade han också att göra på Nylands nation i egenskap av inspektor under åren 1961-1968. Nils Oker-Blom var en sällskapsmänniska och kom vanligen bra överens med alla.
En annan trend som var rådande under hans tid som rektor och kansler var att antalet studerande ökade i universiteten. I diskussionerna om universitetets utveckling försvarade han frihet i undervisning och forskning samt universitetens autonomi. I takt med utbyggnaden av universiteten förespråkade han också ett spontant samarbete de finländska högskolorna emellan. Nils Oker-Blom efterlyste en kvalitetsmässig konkurrens som skulle leda till att universiteten utvecklade sina egna specialområden på hög nivå, vilket på sikt kunde resultera i någon form av arbetsfördelning.

## Nils Oker-Bloms konst
Oker-Blom var förutom forskare och professor, även administratör och på fritiden konstnär. Nils Oker-Blom har gjort många statyetter och medaljer, bland annat en byst på Wärtsiläs starke man, chefdirektör Wilhelm Wahlforss samt till exempel jubileumsmedaljer som till Nylands Nations 350-årsmedalj år 1993 samt professor Johan Järnefelts 60-årsmedalj år 1989.
Konst skapades likväl till Nils Oker-Bloms ära under hans karriär inom universitetsvärlden. Helsingfors universitet lät år 1989 prägla en medalj i Oker-Bloms ära. Medaljen i brons är formgiven av Kauko Räsänen. På medaljens baksida finner man avbildat en kvinnofigur och en fågel, vilka har tolkats symbolisera vetenskapens musa och tankens frihet. Konstnären Sam Vannis porträtt av Oker-Blom avtäcktes år 1984 och finns på Helsingfors universitet. Håkan Brunberg har även målat ett porträtt på Nils Oker-Blom, som ingår i Nyland nations samling.

## En sund själ och en sund kropp
Efter pensioneringen utnämndes Nils Oker-Blom 1992 till arkiater. Ursprungligen infördes titeln i Finland under ryska tiden i samband med att man 1811 inrättade "Collegium medicum", ett centralverk i medicinska frågor som var underställt regeringskonseljen (senare senaten). Från och med 1817 utnämndes ordföranden för Collegium medicum till arkiater, som var en av många hederstitlar Alexander I införde för att öka välvilligheten mot honom och Ryssland. Efter Finlands självständighet blev arkiater en honorärtitel som tilldelas en speciellt meriterad läkare i taget och som utses av republikens president. Nils Oker-Bloms föregångare var professorn i pediatrik Arvo Ylppö, som innehade titeln i 40 år.
Som arkiater eftersträvade Nils Oker-Blom att i allt högre grad poängtera titelinnehavarens roll som andlig ledargestalt inom medicinen. Beträffande grundsynen på förutsättningarna för välmående och hälsa var det hans fasta övertygelse att människan bör ta såväl kropp som själ i beaktande för att må bra. Han sökte sig till sammanslutningar där det för vetenskap och hälsofrämjande fanns fruktbara kopplingar till det själsliga livet. År 1984 blev Nils Oker-Blom ordförande för föreningen "Institut de la Vie" i Finland. Institut de la Vie har sitt ursprung i Frankrike och är en rörelse med ett internationellt uppdrag. Målsättningen var att inom en vetenskaplig kontext studera problem som man stöter på när det gäller att upprätthålla och utveckla liv, samt att erbjuda medel för att lösa dessa problem. Sedan 1980-talet har rörelsen prioriterat frågor som berör problematiken kring fred, säkerhet och hållbar utveckling. 

## Förtroendeuppdrag
Ett annat sällskap som Nils Oker-Blom var engagerad i var Johanniterorden. Från och med 1987 var han kommendator för Johanniter Ridderskapet i Finland. Ridderskapet bildar ett eget kommenderi inom den evangeliska grenen Balliet Brandenburg av den andliga riddarorden Johanniterorden med anor från 1099. Nils Oker-Blom poängterade främst två riktlinjer i johannitertraditionen. Riddarordens ursprungliga uppgift hade varit att skydda pilgrimer som kom till Jerusalem och under medeltiden deltog Orden aktivt i kampen mot invasioner från öst. Man bidrog sålunda till att bevara den europeiska kulturen. I den form det kristna budskapet tog sig uttryck i kampen för rätt, sanning och kärlek till nästan betraktade Oker-Blom det som grunden för den aktuella verksamheten både inom och utom Orden. Det andra huvudstråket i verksamheten hade redan från början varit att upprätta sjukhus och att lindra nöd. Efter drygt 900 år är den humanitära verksamheten fortfarande aktuell även om uppgifterna har varierat. 
Nils Oker-Blom var även ordförande i Stiftelsen för Finlands Atheninstitut under åren 1983-1995. Finlands Athen-institut grundades 1984 och är det nästäldsta av Finlands utlandsinstitut. Det är enligt stadgarna ett vetenskapsinstitut med huvuduppgift att bedriva forskning i grekisk arkeologi, filologi, historia och kultur från antiken till nutid. Initiativet till grundandet av Finlands Athen-institut togs i början av 1980-talet av Finlands honorärkonsul i Athen, Konstantinos Lazarakis och Nils Oker-Blom, som då var Helsingfors universitets kansler. Projektet stöddes från första början av finska universitet, företag och stiftelser. Avsikten var att skapa en institution med uppgift att stödja finska forskares och studerandes forskning med inriktning på Grekland.
Fastän det mesta av Nils Oker-Bloms tid upptogs av arbete och förtroendeuppdrag försökte han åtminstone om somrarna ägna sig åt andra intressen. Nils Oker-Blom tyckte om att läsa poesi och skrev själv dikter för skrivbordslådan. Nils Oker-Blom gick i tiden på Fria målarskolan för att få lite avkoppling. Nils Oker-Bloms skulpturfärdigheter fördjupades i samband med att han inspirerades att skulptera ett porträtt av Fredrik Saltzman. Vid samma tid kom han i kontakt med skulptören Wäinö Aaltonen, som blev till den grad imponerad över den talang Saltzmanverket vittnade om att han på rak arm antog amatörskulptören som elev. Lärlingstiden blev emellertid inte så lång på grund av att Aaltonen kort därefter insjuknade och avled.

## Samhällsbild
Oker-Bloms samhällsbild tog sig uttryck i en medvetenhet om hela folket och behovet av ansvarsfulla ledare för att uppnå bästa möjliga resultat. Inför en intervju i tidningen Aamulehti år 1993 då följderna av den ekonomiska krisen i Finland var aktuella, skisserade Nils Oker-Blom upp en samhällsvision som baserade sig på temat om en sund själ i en sund kropp. Enligt honom var samhällets välmåga beroende av två saker; människor som var friska till kropp och själ samt en hög utbildningsnivå. Hälsa handlade inte enbart om frånvaro av sjukdom och smärta. Det viktigaste var den själsliga välmågan. Förutsättningarna för själslig välmåga var en känsla av säkerhet som främjades av att samhället lyckades upprätthålla medborgarnas grundtrygghet beträffande rätt till inkomst, bostad, utbildning, hälsovård och god miljö. Den själsliga och kroppsliga aspekten var beroende av varandra och detta gällde i överförd bemärkelse även det finländska samhället. Kroppen som symboliserar folket klarar sig inte utan själen som representerar ledningen och vice versa. 
Den andra förutsättningen för landets välmåga, speciellt med tanke på den ekonomiska krisen, var en hög utbildningsnivå. Finländarna hade redan många färdigheter, men fortfarande fanns det rum för utveckling. Nils Oker-Blom ansåg det vara speciellt viktigt att skapa förutsättningar för att umgås internationellt. Planerna på att gå med i Europeiska unionen skulle föra in Finland i Europa. Ett Europa som Finland alltid hade varit en del av. Språkkunskaper var därför av avgörande betydelse. Samtidigt underströk han att Finlands trumf låg i att lära sig bevara sin finländskhet.
”Egen flit” i släktens valspråk fäster vikt vid den personliga ambitionen och självförverkligandet, för att inte tala om ansvaret. En samhällssyn som byggde på individens ansvar och den betydelse det hade för helheten. Valspråkets andra led – ”Skaparens hjälp” – för in en motvikt och balans. Dualismen genomsyrar till exempel uppmaningen ”Görom således vår pligt och låtom Försynen sörja för resten”, hänförelsen över att via civilisationen av individen åstadkomma en fungerande samhällskropp och 1900-talsmottot ”en sund själ i en sund kropp”, ett arv från romarna.
Finlands 11:e arkiater Nils Oker-Blom efterträddes år 1995 av Risto Pelkonen.

### Arkiv
- Nils, Constance och Max Oker-Bloms arkiv. Nationalbiblioteket. Helsingfors.
- Nils Oker-Blom. Brages pressarkiv. Helsingfors.

### Internet
- ”Oker-Blom, Nils”. Biografiskt lexikon för Finland. Helsingfors: Svenska litteratursällskapet i Finland. 2008–2011. URN:NBN:fi:sls-5273-1416928957879
- Oker-Blom, Nils i Uppslagsverket Finland (webbupplaga, 2012). CC-BY-SA 4.0
- Webbplats för Finlands Athen-institut.
- Finlands Adelsförbund.
- Finlands Läkarförbund.

1. ↑  Nils Oker-Blom, Biografiskt lexikon för Finland, Svenska litteratursällskapet i Finland, Biografiskt Lexikon för Finland ID (urn.fi): 5273-1416928957879.[källa från Wikidata]
2. ↑  Uppslagsverket Finland, Svenska folkskolans vänner, Uppslagsverket Finland-ID: OkerBlomNilsUppslagsverketFinland.[källa från Wikidata]
3. ↑  läs online, www.helsinginseurakunnat.fi .[källa från Wikidata]
4. 1 2 3 4 5 6 7 8  Matti Klinge (red.), Kansallisbiografia, Finska litteratursällskapet och Finska historiska samfundet, Finlands nationalbiografi-ID: 6958.[källa från Wikidata]